# Odiham Castle
Odiham Castle är ett slott i Storbritannien.   Det ligger i grevskapet Hampshire och riksdelen England, i den södra delen av landet, 60 km väster om huvudstaden London. Odiham Castle ligger 83 meter över havet.
Terrängen runt Odiham Castle är platt, och sluttar norrut. Runt Odiham Castle är det tätbefolkat, med 397 invånare per kvadratkilometer. Närmaste större samhälle är Basingstoke, 8,7 km väster om Odiham Castle. Trakten runt Odiham Castle består till största delen av jordbruksmark.